# Estadi Olímpic de la Pontaise
L'Estadi Olímpic de la Pontaise o Stade Olympique de la Pontaise és un estadi de futbol de la ciutat de Lausana, Vaud, a Suïssa.
Va ser inaugurat l'any 1904 i posteriorment remodelat el 1954. Va ser seu de la Copa del Món de Futbol de 1954.
Fou durant molts anys la seu del FC Lausanne-Sport (1954–2020) i des del 2020 hi juga els seus partits com a local el FC Stade Lausanne Ouchy. A més de futbol, és l'escenari de la competició atlètica Diamond League.
Als anys 1950 la seva capacitat era de 50.000 espectadors, però des del 1993 s'ha reduït a 15.850.

## Referències

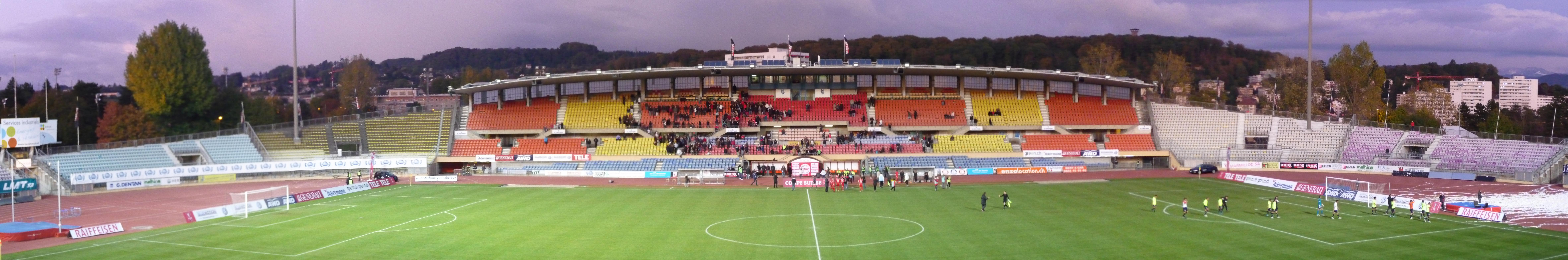
Tribuna nord.